# SN 2011ew
SN 2011ew – supernowa typu II-P odkryta 11 czerwca 2011 roku w galaktyce A153317+2734. W momencie odkrycia miała maksymalną jasność 19,00m.